# Jursi
Jursi (Duits: Jührs of Jürs) is een plaats in de Estlandse gemeente Saaremaa, provincie Saaremaa. De plaats heeft de status van dorp (Estisch: küla).
Tot in oktober 2017 behoorde Jursi tot de gemeente Valjala. In die maand werd Valjala bij de fusiegemeente Saaremaa gevoegd.

## Bevolking
Het dorp had 16 inwoners op 31 december 2011 en 20 inwoners op 31 december 2021.

## Geschiedenis
Jursi werd voor het eerst genoemd in 1398, als landgoed en dorp onder de naam Hans von Iurs, waarschijnlijk de naam van de eigenaar. Later, in elk geval voor 1645, werd het dorp onafhankelijk van het landgoed. Toen vormde Jursi samen met Pahna (sinds 1936 Kalju) een Wacke, een administratieve eenheid voor een groep boeren met gezamenlijke verplichtingen, de Pahna-Jürsi Wacke. In 1798 hoorde het dorp onder de naam Jürs bij het landgoed van Uue-Lõve, maar in de tweede helft van de 19e eeuw ging het naar het landgoed van Vanalõve.
In de jaren twintig van de 20e eeuw ontstond op het voormalige landgoed Jursi, dat inmiddels door het onafhankelijk geworden Estland onteigend was, een nederzetting. Rond 1939 werden het dorp en de nederzetting samengevoegd.
Tussen 1977 en 1997 maakte het buurdorp Valjala-Ariste deel uit van Jursi.